# 예브게니 야로벤코
예브게니 빅토로비치 야로벤코(러시아어: Евгений Викторович Яровенко, 1963년 8월 17일 카라타우 ~ )는 카자흐스탄의 전직 축구 선수이다.
1979년 지역 축구팀인 포스포리트 소속으로 데뷔했으며 1981년 히미크 잠빌로 이적했다. 1983년 FC 카이라트로 이적했고 1986년에는 팀의 주장을 맡게 된다. 1989년 FC 드니프로 드니프로페트로우스크로 이적했고 같은 해에 팀이 소비에트 컵 우승을 차지하는 데에 공헌했다. 1991년 FC 로토르 볼고그라드로 이적했으며 1996년 은퇴할 때까지 핀란드와 우크라이나, 터키, 러시아의 축구 클럽 소속으로 활약했다.
1988년 하계 올림픽에서 소련 대표팀의 올림픽 축구 금메달 획득에 공헌했다.